# Mycobacterium branderi
Mycobacterium branderi là một Mycobacterium chậm phát triển, không tạo sắc  tố , đầu tiên được phân lập từ những bệnh nhân ở Phần Lan. Từ nguyên : của Brander, đề cập đến Eljas Brander, người đứng đầu phòng thí nghiệm bệnh lao của Viện Y tế Công cộng Quốc gia, Phần Lan, người đã thu thập các chủng.

## Kính hiển vi
•	Các thanh mảnh mỏng manh, kháng acid, hơi cong, dài 1,2 đến 3 um.

## Đặc điểm khuẩn lạc
•	Các khuẩn lạc không gây dị ứng và tạo ra các khuẩn lạc mịn, thường là nhô lên, từ trắng đến xám trên thạch Middlebrook 7H11 .

## Sinh lý học
•	Phát triển chậm, đạt kích thước khuẩn lạc đầy đủ sau 2 đến 3 tuần.
•	Tốc độ tăng trưởng đều tốt ở 37C và 45C và chỉ hơi chậm ở 25C.
•	Các chủng loại là âm tính với Tween 80 thủy phân, catalase, urease, và các hoạt động reductase nitrate và niacin.
•	Rất dương tính với cho hoạt động arylsulfatase trong các xét nghiệm 14 ngày và dương tính yếu với các hoạt động nicotinamidase và pyrazinamidase.
•	Trong thử nghiệm tính nhạy cảm, vi khuẩn này kháng với isoniazid, rifampin, pyrazinamide và cycloserine nhưng dễ bị nhạy cảm với ethambutol, streptomycin, ethionamide và capreomycin.

## Đặc điểm phân biệt
•	Sự phân biệt bằng trình tự 16S rRNA
•	Phân biệt M. branderi từ M. celatum bằng sản xuất sắc tố
•	Sự khác biệt của M. branderi từ M. xenopi trên cơ sở tăng trưởng tốt của M. branderi ở nhiệt độ phòng, thiếu sự sản xuất sắc tố bởi M. branderi
•	Sự khác biệt của M. branderi và M. cookii: M. cookii là vi sinh vật gây quái thai và không phát triển ở 37 °C.

## Sinh bệnh học
•	Các chủng M. branderi đầu tiên được phân lập từ các mẫu thu được từ chín bệnh nhân, một số trong số đó có mycobacteriosis không hoạt động của phổi kháng với các loại thuốc có sẵn. Trong hầu hết các trường hợp, các mẫu lặp lại thu được từ mỗi bệnh nhân dương tính với trực khuẩn kháng acid như được xác định bằng kính hiển vi, và loài duy nhất có thể trồng được là M. branderi. M. branderi phải được coi là một tác nhân gây bệnh tiềm ẩn của con người.